# Lee Kyu-ro
Đây là một tên người Triều Tiên, họ là Lee.
Lee Kyu-ro (tiếng Hàn: 이규로; sinh ngày 20 tháng 8 năm 1988) là một cầu thủ bóng đá Hàn Quốc hiện tại thi đấu cho FC Pocheon.

## Sự nghiệp

### Sự nghiệp quốc tế
Ngày 9 tháng 1 năm 2010, Lee ra mắt quốc tế lần đầu tiên cho Hàn Quốc trong trận giao hữu trước Zambia.

## Danh hiệu

### Câu lạc bộ
Chunnam Dragons
- Cúp FA Vô địch: 2007

FC Seoul
- Vô địch K League 1: 2010
- Cúp Liên đoàn Vô địch: 2010

Jeonbuk Hyundai Motors
- Vô địch K League 1: 2014, 2015